# Salone dell'automobile di Tokyo
Il salone dell'automobile di Tokyo (in inglese Tokyo Motor Show) è un salone dell'automobile che si svolge ogni due anni tra ottobre e novembre al Makuhari Messe di Chiba. Sono presentati al pubblico, oltre alle autovetture, anche mezzi commerciali e motoveicoli. Organizzato dal Japan Automobile Manufacturers Association (JAMA), il salone ospita in genere più concept car che auto di produzione di serie. È annoverato tra i cinque saloni dell'automobile più importanti dal mondo, insieme a quelli di Detroit, Ginevra, Francoforte e Parigi, ed è riconosciuto dall'OICA.

## Storia
Organizzato per la prima volta tra il 20 ed il 29 aprile 1954, era chiamato in origine All Japan Motor Show. La prima edizione fu organizzata all'aperto all'interno del parco Hibiya e comprendeva 254 costruttori che esposero 267 veicoli; fu visitata da 547.000 persone. Tra i veicoli esposti, solo 17 furono vetture da trasporto passeggeri, dato che il salone fu incentrato sui mezzi commerciali. Nel 1958, a causa della costruzione della metropolitana vicino al parco, il salone fu spostato su un tracciato dove si disputavano corse ciclistiche. Nel 1959 il salone venne organizzato al chiuso a Chūō, dato che l'edizione precedente fu rovinata da piogge intense. Già in questa edizione, il salone triplicò le sue dimensioni rispetto l'esordio.
Dal 1973 gli organizzatori decisero di non programmare più il salone tutti gli anni, ma di organizzarlo biennalmente. Questa decisione fu presa per la crisi energetica occorsa in quel periodo. Dal 1989 il salone è organizzato presso il Makuhari Messe. L'evento tornò, dal 2001 al 2005, ad essere organizzato annualmente. Nel 2007 venne ripresa la cadenza biennale.
Nel 2015 si è tenuta la 44-esima edizione del salone (dal 29 ottobre al 8 novembre 2015) visitata da 812.500 spettatori